# Нижня Велесниця
Ни́жня Веле́сниця — село в Україні, в Отинійській селищній громаді Коломийського району Івано-Франківської області.

## Назва
7 червня 1946 року указом Президії Верховної Ради УРСР село Велесниця Долішня Коршівського району перейменовано на село Нижня Велесниця і Велесницько-Долішнянську сільську раду — на Нижньовелесницька.

## Географія
Село Нижня Велесниця знаходиться на південний схід (24 км) від Івано-Франківська, на північний захід (32 км) від Коломиї, на захід (7,2 км) від смт Отинії, на північний схід (16,6 км) від Надвірної.
На південь від села Нижня Велесниця лежить село Гаврилівка, на південний захід Волосів, на північ — Камінне, на північний схід — Виноград, на схід — Баб'янка та Струпків.
Забудова села тягнеться вздовж долини річки Велесниці. Землями села на заході паралельно р. Велесниці протікає річка Ворона, на сході — річка Стебник. Річки Велесниця і Стебник є правими притоками річки Ворона.
В селі є початкова школа (зараз — філіал Виноградської середньої школи), клуб, фельдшерсько-акушерський пункт (ФАП)

## Походження назви села
Колись (це усний переказ, дату встановити важко, а може і неможливо) жерці Бога Велеса, покровителя мистецтва, пастухів і волхвів, у лісі, який тепер називається Запуст, недалеко річки Стебник, побудували капище (святилище) Бога Велеса. Недалеко капища виникло і поселення з назвою Велесниця. Одного разу на поселення напали татари. Жителі поселення та жерці заховалися від татар у лісі, а саме поселення татари спалили дощенту. Після цього люди перебралися жити на нове місце, коло річки, яка зараз називається Велесниця. Було побудовано нове святилище (кажуть, що статуя Бога Велеса стояла на одному з пагорбів на березі річки Велесниця) і виникло нове поселення з назвою Велесниця. Це місце виявилось вдалішим за попереднє. Село збереглося дотепер. Однак пізніше (може під натиском християн) жерці відійшли далі в гори по течії річки Велесниці і у її верхів'ї заснували нове капище. Коло нього виникло нове поселення з назвою Велесниця. Для відрізнення цю Велесницю стали називати верхньою (гірною), а нижню — долішньою. Після 1939 року назву Велесниця долішня змінили на Велесниця нижня. Радянські чиновники боялися незрозумілих слів (долішній, ватра, кріс тощо). За вживання таких слів можна було навіть поплатитися свободою.

## Історія
Відомостей по час заснування села не знайдено. Сама назва, яка походить від імені дохристиянського Бога Велеса, наштовхує на давнє походження села. Є повідомлення у статті про село Виноград лісний про знахідку кам'яних сокир доби бронзи на території села. Це може засвідчувати велику давнину проживання людей на цій території, зручній наявністю річок та лісів.
Згадується село 24 червня 1463 року в книгах галицького суду.
За Королівською люстрацією 1565 року в селі наявні 2 вежі для виварювання солі.
Відомість в архіві про напад селян с. Камінне, Велесниця, Гостева, Волосівської слободи і Ляцького на маєтки Александра і Андрія Березовських в Перерослі (1648 р.) і там же ж скарга Андрія Голинського, власника частини маєтків с. Перерісль від 6 серпня 1649 року на селян засвідчує існування села в 1648 році. В географічному словнику польського королівства за 1893 рік стверджується, що за часів Речі Посполитої село належало королю (оренди Братківці (dzierżawy Bratkowce) в землі галицькій). Документально 27 листопада 1687 року Ян III (Jan III) дозволив Альбертові Косові (Albertowi Kosowi), буському земському судді назавше відмовитися від королівського добра — села Велесниця на користь Юзефа Потоцького (Józefa Potockiego), старости Коломийського. В цьому ж словнику [9] наводяться такі дані про село на 1893 рік: 31 будинок, 145 мешканців (139 греко-католиків, 3 ізр., 3 інших віроісповідань). Парохія греко-католицька у Винограді. У селі є церква і однокласна школа.

## Освіта
В рішенні шкільної крайової ради у Львові (Rady szkolnej krajowej we Lwowie) від 14 вересня 1894 року, спрямованого на впорядкування фінансування існуючої в селі однокласної народної школи, згадуються також подібні рішення від 31 травня 1892 року і 27 липня 1875 року. Отже, можна вважати, що у 1875 році школа уже була. Можливо була і раніше. Школа знаходилася у звичайній сільській хаті під соломою. Це була школа з українською (руською) мовою навчання. Рішенням цієї ж крайової шкільної Ради у Львові від 24 червня 1909 року у верхній частині села, де мешкають мазурські осадники, створюється також однокласна народна школа з польською мовою навчання. У рішення вказується, що питання про приміщення школи буде вирішуватися окремо. Є відомість, що таке приміщення уже було побудоване в 1906 році. Це було досить велике приміщення під бляхою. Вчителем у школі була дочка панського управителя Качмаркевича Софія Регуцька. Від початку 20-ого століття до закінчення другої світової війни (понад 30 років) директором і вчителем в українській школі був уродженець м. Надвірна Скорупський Іван Юрійович. Після війни радянською владою він був засуджений до 10 років каторжних робіт нібито за сприяння мобілізації українців в дивізію «Галичина». Пізніше був реабілітований, повернувся в село, де і помер.
У 20-х і 30-х роках XX століття в школі з українською мовою навчання другою мовою була польська мова.
Відомостей про давніші школи знайти не вдалося, хоч напевно якусь освіту жителі села отримували.
В 1937 році українська школа згоріла (нібито її підпалили поляки). Для школи віддали приміщення гміни (як кажуть тепер — сільської ради). В 1940 році школу перевели у приміщення польської школи. Мовою навчання для всіх дітей (українців, поляків, євреїв) стала українська. Директором школи був Скорупський І. Ю., вчителями — Левицька Олександра Володимирівна (дочка священика) та Запорізька Федора Давидівна, родом із Запоріжжя. В 1941 році вона поїхала в Запоріжжя у відпустку і уже не повернулася у зв'язку з початком війни. Після війни у селі вчителювали Ольга Шарабун (з Винограда), Іван Дериш (з Фітькова), Раїса Копичко та Марія Бриндзей (з с. Радча). В 1952 році до села переїхала родина вчителів — Стефанюк Омелян Петрович та його дружина Ярослава Іванівна. Вони пропрацювали у школі до її закриття в 1987 році. З цього року і до 1989 року діти навчалися в СШ села Виноград. В 1989 році школу знову відкрили як філіал Виноградської СШ. До 1998 року школа знаходилася у приміщенні колишньої польської школи. З лютого 1998 року її перевели у нове приміщення, де крім школи знаходиться також фельдшерсько-акушерський пункт (ФАП). Зараз у школі вчителюють Дуб'як Марія Михайлівна, Корецька Лідія Василівна та Петрик Ганна Петрівна (уродженки села Виноград).
Ще однією формою освіти селян та залучення їх до культурницької діяльності були читальні Просвіти. З листа священика Володимира Левицького до канцелярії Просвіти у Львові випливає, що читальню Просвіти в селі заснували в 1908 або 1909 році. Вона працювала напевно нестабільно, бо відновлювалась у липні 1914 року, за української влади у 1918 році і 6 травня 1923 року. Останнє відновлення ініціював священик Володимир Левицький. У відчиті (звіті) за період від 18 січня 1925 року до 17 січня 1926 року зазначено склад урядуючого виділу, кількість членів читальні (38), число книжок у бібліотеці (89), величина членських внесків (2 злотих), форми роботи — виклади з історії та господарки, спільне читання книжок, позичання книжок для читання вдома. Виклади кожної неділі проводив Іван Скорупський. Він також подарував читальні 20 книжок. Планувались також вистави та концерти, бо в одному з листів до канцелярії Просвіти просили вислати режисерський підручник. До управляючого виділу входили голова Микола Мельниченко, с.м. голова Іван Гавкалюк, писар Юрій Федоришин, скарбник Григір Наняк, бібліотекар Василь Олексюк, господар Іван Шицький, член виділу Іван Подолянко, 1-ий заступник Василь Чабанюк, 2-ий заступник Семен Федорак, 3-ий заступник Іван Федоришин. До ревізійної комісії входили Микола Олійник, Василь Федоришин і Прокіп Опирук. Необхідно відзначити великий вплив культурницької роботи просвітян на буття селян. Воно проявилося, зокрема в успішній боротьбі з пияцтвом. Якщо за Австрії (до 1914 року) в селі була корчма, де селяни, бувало і землю свою пропивали, то уже в 30-ті роки весілля проходили за однією-двома пляшками горілки. Люди вміли веселитися без алкоголю. На жаль, ці набутки були знищені (як і багато просвітян) в радянський час. Теперішня деморалізація суспільства є наслідком радянського владарювання.

## Церква
Стара церква стояла там, де зараз стоїть нова. Вона була значно менша за нову. Коло неї був цвинтар. Пізніше цвинтар перенесли на нове місце, де він є і зараз. На старій церкві були залишки пожежі. Одного року на село напали татари. Багато людей замкнулося в церкві. Тоді татари підпалили церкву. Однак скоро змушені були втекти і люди погасили вогонь. У цій церкві за свідченням старожилів (Дуб'як Микола Михайлович, нар. 1889 року) зберігалися кості велетнів. Нову церкву побудували в 1913 році. При будівництві стара церква залишалася всередині новозбудованої. Потім її розібрали. За радянського часу комуністи сіл Нижньої Велесниці і Винограду забрали все (образи, хоругви тощо) з церкви і вивезли в ліс. Відновили церкву уже після 1991 року силами і коштом жителів Велесниці Нижньої. Зараз вона має такий вигляд, як на світлині.
За церквою є дзвіниця. Перед війною у ній стояв великий дзвін. Коли наближалася велика грозова хмара, яка могла розлитися градом і знищити урожай, люди виносили дзвін у поле і дзвонили. Потужний звук дзвону розганяв хмари. Щоб урятувати дзвін від німців під час війни, його вивезли до якогось із сусідніх сіл і закопали у землю. Однак після війни не знайшли.
Церква Покрови Пресвятої Богородиці (1913) належить до УАПЦ. Настоятель митр. протоієрей Іван Лаврук.

## Пам'ятні місця села
Пам'ятник ліквідації панщини. Коли в 1848 році ліквідували панщину в Австро-Угорській імперії, громади сіл Галичини відзначили це своєрідними пам'ятниками: в землю закопували знаряддя праці, а над захованням ставили хреста. Коло хреста садили дерева. Зберігся такий пам'ятник і у Нижній Велесниці. Він мав вигляд чотирикутника, по вуглах росли чотири липи, а всередині пам'ятний хрест. За Радянського Союзу до цього пам'ятника було мало шани. Хтось з урядовців навіть зрізав дві липи. Після 1990 року пам'ятник відновили. Навколо нього зробили огорожу. Вигляд пам'тника ілюструє фотографія.
Пам'ятний хрест на відзнаку бою куреня УПА з військом НКВС. В грудні 1944 року перший курінь відтинку «Чорний ліс» Української повстанської армії подався рейдом у напрямі Карпат. Курінним командиром був Василь Андрусяк (псевдо Різун, Грегот). Перший постій куреня був у селі Горохолина Богородчанського району. На другий день курінь мав постій в селі Виноград Отинійського району (сусіднє село з Велесницею). Цікаво, що під час постою стрільці затримали прокурора і кількох військових, які возом поверталися до району гостинцем, який проходить через село. Командир наказав забрати від них зброю, пояснити їм ціль боротьби УПА і відпустити. Дальше курінь перейшов до Майданського лісу. Прийшло донесення про арешти сталінськими посіпаками людей у Велесниці нижній. Це було 12 грудня 1944 року. Туди вирушила сотня Чорноти. Близько того місця, де тепер стоїть пам'ятний хрест (коло дороги в сторону села Гаврилівка), зав'язався бій. Скоро на допомогу загону НКВС поспіла допомога. Виникла небезпека оточення і повстанці відступили до лісу. Тоді багато хлопців з села пішли разом з повстанцями. У статті, присвяченій цьому бою, наводиться утрати НКВС — більше 50-ти загиблих і згадується геройську загибель ройового Непорадного, який підірвав себе гранатою в оточенні ворогів, старшого стрільця Гора та трьох важкопоранених. На пам'ятному хресті вказано також прізвища жителів Велесниці та близьких сіл, які брали участь і загинули у бою: Нестерук Федір В., с. Ворона, член ОУН, районовий УПА; Мельниченко Василь, с. Нижня Велесниця, харчовий; Пасакас Степан В., с. Виноград, станичний; стрільці: Гураль Іван В., Гураль Онуфрій В., Вербіцький Федір О., Вексій Тома Я., Хомінець Семен Ф. Вічна їм пам'ять.
Джерело цілющої води. На краю села з боку Гаврилівки з-під правого високого берега річки на поверхню пробиваються джерела чистої і смачної води. Як правило, ці джерела витікають внизу берега. Одне джерело пробивається на поверхню майже на вершині високого пагорба. Це у свій час (кінець 19-ого — початок 20-ого століть) певно зацікавило дідича села Андрія Єжа (Andrzeja Jeża), лікаря за освітою. Він послав воду з джерела на дослідження і було встановлено, що вона має лікувальні властивості. Які саме зараз важко сказати, бо інтерес медиків до джерела в радянські часи та й тепер мінімальний. Люди кажуть, що промивка очей цією водою допомагає в їх лікуванні. Ніби навіть один сліпий чоловік після такого промивання прозрів. Допомагає ця вода і при інших захворюваннях. Люди шанують це джерело. У 2001 році на горі над самим джерелом поставили хрест. Над джерелом — капличку та скульптуру Матері Божої. На Івана Купала тут проводять відправи. Жителі села набирають з джерела воду для пиття. Кажуть — покращує здоров'я.

## Походження назв околиць села, лісів, полів
Маскалівка. Російське військо (москалі) йшли на Угорщину, мабуть на допомогу австрійцям в боротьбі з угорськими повстанцями. Було це в 1848 році. Його відділ переходив тоді через село Велесницю долішню і мав там постій. Один солдат (москаль), родом з Дубно (Рівненщина, яка була тоді під москалями, у складі Російської імперії) сподобав собі вдовичку. (Інший варіант — москаль був родом з-під Москви, де протікає річка Дубна. Перший варіант правдоподібніший і ширше підтверджується). Вони сподобалися одне одному і москаль пообіцяв жінці втекти з війська під час повернення з Угорщини та прийти до неї разом жити. Так він і зробив. Якийсь час таємно жив у жінки. Одного разу він зробив їй гарні різьблені ярма на волів. Ці ярма побачив поміщик (пан), вони йому сподобалися і він почав виясняти у жінки, де вона їх купила. Вона сказала, що у Станіславі на базарі. Пан відправив свого управителя (жонца) в неділю на базар. Однак виявилось, що подібних ярем ніхто ніколи не продавав. Тоді пан знову почав випитувати жінку про походження ярем і вона призналася про свого постояльця. Надалі пан часто замовляв у нього різьбярські вироби, дуже його вподобав і коли ліквідували панщину та наділяли селян землею, пан виділив своєму улюбленцю великий шмат землі (десь коло 80-100 моргів, тобто 46-58 гектарів). Надалі ця околиця отримала в людей назву Маскалівка. Ця назва тримається досі. Треба зазначити, що своїх дітей з жінкою у москаля не було. Не підтверджується також походження прізвища Дуб'як родини москаля від того, що він родом з Дубно (Дубняк Дуб'як). У архіві за 1772 рік згадуються Томаш, Федір, Василь Дуб'яки. У архіві в описі господарств села Велесниця долішня за 1820 рік згадується Іван Дуб'як. Тобто, в 1848 році таке прізвище в селі вже існувало.
Делятин. У Велесниці долішній жило мало людей. А землі було багато. Тоді власник села, який мав також власність у Делятині, вирішив переселити звідти кілька родин до Велесниці. Вони поселилися недалеко двору. Тепер ця околиця називається Делятин.
Ворониця. Так називають ліс, який росте в долині річки Ворона. Ця річка бере свій початок в Карпатах. У цій же ж долині паралельно річці Ворона протікають ще дві річки. Їх часом так і називають — перша, друга і третя річки (в поряду їх розташування, якщо йти з Велесниці до Камінної). Другу річку називають також Давнєнка. Вона живиться за рахунок численних джерел.
Стебник. Так називають не лише річку, а й ліс коло неї.

## Уродженці
- Семанюк Василь Васильович — старший лейтенант МВС, загиблий 29.05.2014 на горі Карачун в українсько-російській війні[12].